# Kaizoku Sentai Gokaiger
Goseigers Go-Busters
Kaizoku Sentai Gokaiger (海賊戦隊ゴーカイジャー, Kaizoku Sentai Gōkaijā, littéralement Gokaiger, l'escadron des pirates ) est une série télévisée japonaise du genre sentai, diffusée depuis le 13 février 2011 sur  TV Asahi. Gokaiger est la 35e série sentai et est à ce titre une série anniversaire.

## Synopsis
Au début du premier épisode de la série : 宇宙海賊現る (Uchū Kaizoku Arawaru) et ainsi que résumé en détail au début du film : ゴーカイジャー ゴセイジャー スーパー戦隊１９９ヒーロー 大決戦 (Gōkaijā Goseijā Sūpā Sentai Hyakukyūjūkyū Hīrō Daikessen), le 34e Super Sentai Goseiger est mis à mal par la flotte spatiale et l'armée terrestre d'un nouvel ennemi : l'Empire Spatial Zangyack qui, selon eux, est l'ennemi le plus dangereux que la Terre ait jamais eu à affronter. Les 33 autres Super Sentais qui les ont précédés ont décidé de sortir de leur retraite et de venir en aide aux nouveaux successeurs à combattre ce nouvel ennemi. La victoire sera remportée par la combinaison de tous les pouvoirs des 34 Super Sentais en détruisant la flotte Zangyack. Cette victoire eut de lourdes conséquences car tous les membres des Super Sentais avaient perdu leurs pouvoir dans la phase finale de l'attaque pour toujours. Leurs pouvoirs se sont envolés dans l'espace sous forme de clés. Cette bataille entra dans les livres d'histoire sous le nom de « Guerre Légendaire » (« War Legendary »).
Un jour, alors que les pirates Gokaigers naviguent à travers l'espace, ils aperçoivent la Terre ; pensant que le plus grand trésor de l'Univers pourrait se trouver sur cette planète, ils y débarquent. Mais la réapparition de l'empire Zangyack leur fera prendre une importante décision. Ils utiliseront les clés des 34 Super Sentais qu'ils ont trouvées un peu partout dans l'univers pour pouvoir combattre l'empire Zangyack en même temps qu'ils recherchent leur trésor. Chaque membre des Gokaigers a un compte personnel à régler avec l'empire.

## Personnages

### Gokaigers
Le nom des Gokaigers apparaît sur les primes qui leur sont attribuées.
| Acteur                                     | Personnage                                                    | Senshi                                         | Motif                                       |
| ------------------------------------------ | ------------------------------------------------------------- | ---------------------------------------------- | ------------------------------------------- |
| Ryota Ozawa (小澤 亮太, Ozawa Ryota)       | Captain Marvelous (キャプテン・マーベラス, Kyaputen Māberasu) | Gokai Red (ゴーカイレッド, Gōkai Reddo)        | Guerrier rouge (赤い戦士, Akai Senshi)      |
| Yuki Yamada (山田 裕貴, Yamada Yuki)       | Joe Gibken (ジョー・ギブケン, Jō Gibuken)                     | Gokai Blue (ゴーカイブルー, Gōkai Burū)        | Guerrier bleu (青い戦士, Aoi Senshi)        |
| Mao Ichimichi (市道 真央, Ichimichi Mao)   | Luka Millfy (ルカ・ミルフィ, Ruka Mirufi)                     | Gokai Yellow (ゴーカイイエロー, Gōkai Ierō)    | Guerrier jaune (黄色い戦士, Kīroi Senshi)   |
| Kazuki Shimizu (清水 一希, Shimizu Kazuki) | Don Dogoier (ドン･ドッゴイヤー, Don Doggoiyā)                 | Gokai Green (ゴーカイグリーン, Gōkai Gurīn)    | Guerrier vert (緑色戦士, Midorīro Senshi)   |
| Yui Koike (小池 唯, Koike Yui)             | Ahim de Famille (アイム・ド・ファミーユ, Aimu do Famīyu)      | Gokai Pink (ゴーカイピンク, Gōkai Pinku)       | Guerrière rose (桃色戦士, Momoiro Senshi)   |
| Junya Ikeda (池田 純矢, Ikeda Jun'ya)      | Gai Ikari (伊狩 鎧, Ikari Gai) (épisode 17-51)                | Gokai Silver (ゴーカイシルバー, Gōkai Shirubā) | Guerrier argenté (銀色戦士, Gin'iro Senshi) |

Les Gokaigers sont des pirates de l'espace à la recherche du « plus grand trésor de l'Univers » (「宇宙最大のお宝」, « Uchū Saidai no Otakara »), route qui les amène sur Terre. Au premier épisode de la série, l'équipage est composé de cinq Gokaigers ; le recrutement successif des membres par Captain Marvelous est montré sous forme de flash-backs dans des épisodes qui sont dédiés aux personnages, approfondissant la motivation et la psychologie des protagonistes.
Contrairement à leurs prédécesseurs Sentai, ils ne recherchent pas particulièrement l'affrontement face à leur ennemi juré (ici l'empire Zangyack), mais se retrouvent souvent malgré eux dans leur plan d'invasion. La bonté et la générosité de la plupart des Gokaigers les poussent à intervenir, provoquant aussi une hostilité croissante de la part de leur ennemi.
Les prédictions de Navi persuadent les Gokaigers qu'ils sont en route pour le « plus grand trésor de l'Univers » ; cependant ces prédictions orientent dans un premier temps les Gokaigers vers les anciens Sentai, toujours présents sur Terre mais ayant perdu leur pouvoir, afin qu'ils les reconnaissent comme étant dignes d'être leurs successeurs.
L'analogie avec la série One Piece est évidente sur de nombreuses formes : combats épiques se succédant, personnages marqués et à la moralité ferme bien que leur objectif est purement cupide, loyauté des membres les uns envers les autres, jusqu'à des menus détails comme les primes croissantes.

#### Compétences martiales
Les Gokaigers tirent leur puissance de leur transformation, grâce à laquelle ils ont accès à leurs deux armes : le Gokai Saber, un sabre d'abordage, et le Gokai Gun, un pistolet qu'ils utilisent à l'envi pendant leur combat. Ils ne sont pas non plus complètement démunis sans armes, se battant avec leurs poings et leurs pieds. La plupart des épisodes les montrent d'ailleurs s'entraînant aux combats sans armes.
Leur force majeure est leur versatilité : ainsi par exemple Joe est capable de prouesses à l'épée tandis que Don trompe ses ennemis par son propre style de combat improbable. Cette versatilité, combinée à leur possibilité de prendre l'apparence de n'importe quel Sentai des trente-quatre générations précédentes, surprend l'ennemi et tire du meilleur de chaque pouvoir pour s'adapter à la situation. Ils peuvent compter également sur le GokaiOh, leur robot géant issu du Gokai Gallion, le navire spatial, qui lui-même gagne en puissance au fur et à mesure de leurs rencontres avec les précédents Sentai.

#### Captain Marvelous
Captain Marvelous est le capitaine du Gokai Galleon et le leader des Gokaigers. C'est un membre des Pirates rouges, recruté par Aka Red, jusqu'à ce que l'équipage soit dévasté par l'empire Zangyack, après la trahison de Basco ta Jolokia. Il est hanté par l'idée de récupérer le « plus grand trésor de l'Univers ».
Très impulsif, il satisfait sa curiosité en prenant des décisions immédiates, pouvant mettre en danger son équipage et lui-même. Il apprécie le défi. Il manie avec efficacité le Gokai Saber et le Gokai Gun, bien qu'il dispose d'une force physique cachée : effectivement il s'entraîne secrètement en jouant aux fléchettes avec un bracelet lesté. Sa force lui a permis par exemple d'arracher à mains nues le collier que portait Joe.
Il est cependant très loyal et intervient dès que l'un des membres de son équipage est en danger.
Son esprit de liberté, sa quête immuable et sa loyauté envers les membres qu'il a recruté peuvent le rapprocher de Luffy.

#### Joe Gibken
Joe est Gokai Blue. De nature taciturne, il parle au minimum sans vraiment manifester d'opinion ni d'initiative. Il se concentre particulièrement sur son amélioration personnelle, passant la majorité de son temps de loisir à faire des exercices physiques dans le Gokai Galleon. Il est ainsi l'épéiste le plus efficace de l'équipage, demandant souvent à Don dans le combat à échanger son Gokai Gun contre un Gokai Saber. Il s'améliore même jusqu'au point de pouvoir utiliser les cinq Gokai Sabers en même temps. Son apparence indépendante cache un esprit de loyauté et une générosité sans faille.
Joe est un ancien soldat de l'empire Zangyack, et portait une grande admiration à son supérieur Sid Bamick. Après avoir refusé de tuer un groupe d'enfants, il est jeté en prison puis libéré par Sid, qui se sacrifie pour la liberté de son disciple. Il est cependant poursuivi par l'empire pour trahison grâce à un collier, et ce n'est que lors d'une bataille où Marvelous apparaît, Marvelous l'ayant arraché et partageant la douleur provoqué par le choc électrique. Il intègre ainsi l'équipage.
Joe apprend par la suite que Sid a été transformé pour servir l'Empereur sous la forme de son lieutenant Barizorg.
Son esprit de persévérance, son détachement, son habileté à l'épée et son statut de bras droit du capitaine peuvent le rapprocher de Zoro.

#### Luka Millfy
Luka Millfy est Gokai Yellow, et la vigie postée dans le nid-de-pie. Son apparente avidité cache son triste secret : enfant pauvre d'une planète envahie par les Zangyack, elle recherche la fortune pour créer un endroit où tous les orphelins pourront trouver la paix. Elle est recrutée par Captain Marvelous alors qu'elle cambriolait des entrepôts Zangyack, à la recherche d'argent et de minerai.
De nature joviale et espiègle, elle peut paraître aussi très garçon manqué, rudoyant allègrement mais amicalement Don ou Joe, ce dernier ayant les réflexes suffisant pour éviter ses tapes. La perte de sa sœur Lia la rapproche de Ahim.
En combat elle préfère utiliser l'épée, échangeant son Gokai Gun avec le Gokai Saber d'un autre membre de l'équipage, très souvent Gokai Pink. Elle est capable d'assembler les deux épées pour en faire une double lame, ou d'utiliser des filins invisibles à l'œil nu pour se battre à mi-distance. Contrairement à Gokai Blue, elle utilise la finesse pour porter nombre de coups et esquiver plutôt que la force brute.
Son avidité et son espièglerie peuvent la rapprocher de Nami.

#### Don Dogoier
Don Dogoier, surnommé « Doc » (「博士」, « Hakase »), est Gokai Green, officiant comme homme de main ou cuisinier dans le Gokai Galleon. Il est couard et fuit le danger, ou du moins tente de raisonner les autres membres, jusqu'à ce qu'il soit obligé de porter assistance aux autres membres de l'équipage. Il démontre alors un acharnement, un courage et une loyauté sans égard.
Il reconnaît Luka grâce à son avis de recherche et se porte volontaire pour réparer le Gokai Galleon à la suite d'une attaque. Son sens pratique, sa méticulosité et son art de la cuisine lui attire les faveurs de Marvelous, qui décide de le recruter.
Don possède certainement les aptitudes martiales les plus faibles de l'équipage, utilisant alors la ruse et la tromperie pour improviser des attaques d'apparence très maladroites. Il favorise beaucoup l'environnement, se cache, chute devant ses adversaires pour mieux les surprendre et exécute des mouvements erratiques, donnant un aspect comique lors de ses affrontements. Il apprécie fortement le combat à distance, échangeant son Gokai Saber avec un second Gokai Gun (très souvent celui de Joe), faisant alors un duo complémentaire.
Étant moins orgueilleux de ses exploits, la prime qui lui est attribuée est extrêmement faible, mais grossit rapidement jusqu'au point de devenir très élevée lorsqu'il arrive à sauver son équipage d'une mort certaine des griffes de l'empire Zangyack.
Il est également blessé à l'idée d'être en retrait par rapport à ses compagnons ; c'est grâce à son intelligence qu'il crée le Gokai Bazooka, l'arme qui permet de porter une attaque ultime face à son adversaire.
Sa couardise (excepté lorsqu'il s'agit de prêter main-forte à quelqu'un de l'équipage) peut le rapprocher d'Usopp ainsi que ses talents de mécanicien peuvent également le rapprocher de Franky le mécanicien de l'équipage au chapeau de paille. De plus, il a une prime dérisoire comme Chopper.

#### Ahim de Famille
Ahim de Famille est Gokai Pink et la diplomate de l'équipage. À bord du Gokai Galleon, elle n'affiche pas réellement d'utilité, passant beaucoup de temps assise dans un fauteuil ou un canapé. Son attitude maniérée et timide, et sa recherche de non-violence lui confèrent cependant la qualité de calmer les conflits, que ce soit entre les Gokaigers et leur environnement, ou entre les membres de l'équipage.
Issue d'une famille royale de la planète Famille, elle demande de l'aide aux Gokaigers peu après l'invasion par Zatsurigu. Son objectif est de devenir un symbole d'espoir pour les habitants de sa planète et celles persécutées par l'empire Zangyack.
Sa persévérance et son désir d'émancipation lui ont permis d'apprendre les rudiments de la bataille. En combat, elle n'est pas aussi efficace que les Gokai Red, Blue ou Yellow, mais arrive à se débrouiller sur bien des aspects. Elle échange volontiers son Gokai Saber contre un second Gokai Gun, très souvent celui de Luka.
Son pacifisme et ses talents de diplomate peuvent la rapprocher de la Princesse Vivi. Cette dernière fut un membre provisoire de l'équipage de Luffy durant la saga Alabasta.

#### Gai Ikari
Gai est le seul Terrien de l'équipage, et n'apparaît pas au début de la série. Il est fan des Super Sentai depuis le début, et rêve de pouvoir ressembler à ses héros. Dans un rêve, il est accosté par Abare Killer, Dragon Ranger et Time Fire pour qu'il devienne Gokai Silver. Marvelous est initialement dubitatif au sujet de ce personnage étrange décidant de lui-même de s'intégrer dans l'équipe, jusqu'à ce qu'il accepte son utilité dans l'équipage, à la fois comme cuisinier et comme combattant. Sa passion pour les anciens Sentai apporte des connaissances que ses équipiers ne possèdent pas. Cette méconnaissance peut provoquer par ailleurs des quiproquos comiques : par exemple, alors qu'ils se transforment tous en Shinkengers, Gai réclament à Marvelous la clé de Shinken Gold, en lui indiquant que c'est celle avec un kanji dessus ; Marvelous se trompe et donne une autre clé dont le casque porte un kanji, celle de King Ranger.
Grâce à sa passion et son imagination débordante, il est capable d'altérer le pouvoir de transformation des Gokaigers : il peut ainsi créer de nouvelles Ranger Keys en les fusionnant, et donc combiner les pouvoirs de toutes. Il est particulièrement respectueux des anciens Rangers qu'il croise — allant jusqu'à leur demander des autographes — mais défend fermement sa position si ceux-ci prétendent qu'il n'est pas de taille pour tenir le rôle de ce guerrier puissant qu'est Gokai Silver.
Ses talents de cuisinier peuvent le rapprocher de Sanji, tous deux ayant un caractère excessivement enthousiaste envers certaines personnes (Gai est un fanboy de ses prédécesseurs et Sanji tombe rapidement amoureux des femmes), ainsi que ses connaissances sur les anciens héros japonais tel que les Super Sentai, les Metal Heroes et les Kamen Rider peuvent le rapprocher de Nico Robin.

### Alliés des Gokaigers
- Navi (ナビィ, Nabyi?) : C'est un perroquet-robot accompagnant Marvelous après la chute des Pirates Rouges. Il permet de trouver les ultimes pouvoir des Super Sentai grâce à des prédictions et permet de relier le coffre au trésor au Gokai Buckle. Après le sauvetage de Marvelous l'empire Zangyack lui attribua une prime de 50 Zagins. Dans la série, il est doublé par Yukari Tamura. Il peut être comparé à Kaloo, le canard de compagnie de la Princesse Vivi, qui a aussi rejoint temporairement l'équipage au chapeau de paille.
- Aka Red (アカレッド, Aka Reddo?) : le représentant des Sentai, et en particulier des Sentai rouges, apparait à l'occasion de l'anniversaire. Il est également un pirate qui avait pour disciple Marvelous et Basco. Il était le chef du premier Super Sentai, et le meneur des Sentai lors de la Bataille légendaire contre l'empire Zangyak. Marvelous le croyait mort mais on le retrouve en vie lors du dernier épisode de la série. Il peut être comparé à Shanks, le mentor de Luffy.
- Magi Dragon (マジドラゴン, Maji Doragon?) : Il est le pouvoir ultime des Magi Rangers. En Magi Gokai-Oh, les ailes se trouvent dans les bras et permet de voler, les griffes sont dans les jambes et la tête se trouve dans le torse et peut cracher du feu. Lorsqu'il sort du Gokai-Oh il peut exécuter l'attaque Gokai Magi Bind.
- Pat Striker (パトストライカー, Pato Sutoraikā?) : Il est le pouvoir ultime des Deka Rangers. Tout seul il attaque l'ennemi en tournant sur lui-même et tirant de tous les côtés. En Deka Gokai-Oh il utilise deux pistolets à la place des épées et effectue des plonger sur le côté comme le Dekaranger Robot, finalement il utilise le Gokai Full Blast.
- Gao Lion (ガオライオン, Gao Raion?) : Il est le pouvoir ultime des Gao Rangers. Après avoir vu les Gokaiger secourir des innocents, il descend de son île pour aider le Gokai-Oh ainsi il peut former le Gao Gokai-Oh et exécuter l'attaque Gokai Animal Heart. Si les Gokaigers utilisent les Ranger Keys des Shinkengers, ils deviennent le Shiken Gokai-Oh et utilisent un naginata qui se transformera en Rekka Daizantou pour exécuter l'attaque final.
- Fûraimaru (風雷丸, Fūraimaru?) : Il apparait d'abord pour aider le Gozyuzin, puis avec le pouvoir ultime des Hurricaneger il peut se combiner pour former l'Hurricane Gokai-Oh, et peut utiliser l'attaque Gokai Infinite Shuriken où il lance des centaines de shurikens, utilise son arme le Shushutto Shuriken Chain et le Gokai Fuurai Attack qui sort Furaimaru du mecha qui se dédouble pour attaquer l'ennemi.
- Machalcon (マッハルコン, Mahharukon?) : Il est l'Engine 13 ainsi que le fils de Speedor et Bear RV, il se fera recruter par Marvelous dans son équipage. Avec le pouvoir ultime des Go-Onger il peut être invoqué par le Gokai-Oh et se combiner avec lui pour former le Go-On Gokai-Oh et s'élever dans les airs pour effectuer l'attaque Gokai Go-on Grand Prix. Quand les Gokaiger utilise leur pouvoir ultime ils peuvent faire apparaître la Kazen Soul et en l'insérant dans Machalcon devenir Kazen Gokai-Oh.

### Les Légendaires
Pour obtenir les pouvoirs ultimes des Super Sentai, les Gokaigers doivent retrouver un ancien membre de chaque équipe afin qu'ils les reconnaissent comme dignes de leur pouvoir.
| Personnage              | Senshi            | Apparition                              |
| ----------------------- | ----------------- | --------------------------------------- |
| Tsuyoshi Kaijo          | Aka Ranger        | 1, film 1 et 51                         |
| Aka Red                 | Aka Red           | 2, 15, 16, film 1, 21, 37, 38, 47 et 51 |
| Kai Ozu                 | Magi Red          | 2 et 3                                  |
| Marika Reimon (Jasmine) | Deka Yellow       | 5                                       |
| Doggy Kruger (Boss)     | Deka Master       | 5 et 51                                 |
| Banban Akaza (Ban)      | Deka Red          | 5                                       |
| Jan Kandō               | Geki Red          | 7                                       |
| Kakeru Shishi           | Gao Red           | 9                                       |
| Kaoru Shiba             | Hime Shinken Red  | 11 et 12                                |
| Kyôsuke Jinnai          | Red Racer         | 14                                      |
| Alata                   | Gosei Red         | film 1                                  |
| Eri                     | Gosei Pink        | film 1                                  |
| Agri                    | Gosei black       | film 1                                  |
| Moune                   | Gosei Yellow      | film 1                                  |
| Hyde                    | Gosei Blue        | film 1                                  |
| Gosei Knight            |                   | film 1                                  |
| Sokichi Banba           | Big One           | film 1                                  |
| Umeko Kodou             | Deka Pink         | film 1                                  |
| Saki Rouyama            | Go-on Yellow      | film 1                                  |
| Chiaki Tani             | Shinken Green     | film 1                                  |
| Genta Umemori           | Shinken Gold      | film 1                                  |
| Daigoro Oume            | Denji Blue        | film 1 et film 3                        |
| Shirou Gou              | Red One           | film 1                                  |
| Riki Honoo              | Red Turbo         | film 1                                  |
| Kanpei Kuroda           | Goggle black      | film 1                                  |
| Rei Tachibana           | Dyna Pink         | film 1                                  |
| Naoto                   | Time Fire         | 18                                      |
| Burai                   | Dragon Ranger     | 18                                      |
| Mikoto Nakadai          | Abare Killer      | 18                                      |
| Hyuuga                  | Black Knight Bull | 20                                      |
| Ryōma                   | Ginga Red         | 20                                      |
| Satoru Akashi           | Bouken Red        | film 1 et 21                            |
| Matsuri Tatsumi         | Go Pink           | 23                                      |
| Yōsuke Shīna            | Hurricane Red     | 25 et 26                                |
| Nanami Nono             | Hurricane Blue    | 25 et 26                                |
| Kōta Bitō               | Hurricane Yellow  | 25 et 26                                |
| Gai Yûki                | Black Condor      | 28                                      |
| Yukito Sanjō            | Abare Blue        | 29                                      |
| Jo Ohara                | Yellow Lion       | 30                                      |
| Gorō Hoshino            | Oh Red            | 31                                      |
| Momo Maruo              | Oh Pink           | 31                                      |
| Ryo                     | Ryū Ranger        | 33, film                                |
| Sōsuke Ezumi            | Go-On Red         | 35 et 36                                |
| Kenta Date              | Mega Red          | 39                                      |
| Domon                   | Time Yellow       | 40                                      |
| Shirō Akebono           | Battle Kenya      | 44 et film 3                            |
| Ninjaman                | Ninjaman          | 45 et 46                                |
| Tsuruhime               | Ninja White       | 45                                      |
| Takayuki Hiba           | Vul Eagle         | 49 et 51                                |
| Shou Hayate             | Change Griffin    | 49                                      |
| Dai                     | Green Flash       | 49                                      |
| Akira                   | Blue Mask         | 49                                      |
| Remi Hoshikawa          | Five Yellow       | 49 et 51                                |
| Goushi                  | Mammoth Ranger    | 50 et 51                                |
| Shou Tatsumi            | Go Green          | 51                                      |
| Miu Suto                | Go-On Silver      | film 2 et 51                            |
| Shoji                   | Tenma Ranger      | 51                                      |
| Kazu                    | Kirin Ranger      | 51                                      |
| Houka Ozu               | Magi Pink         | 51                                      |
| Signalman               | Signalman         | film 1 et 51                            |

### Empire spatial Zangyack
L'empire spatial Zangyack (宇宙帝国ザンギャック, Uchū Teikoku Zangyakku) est dirigé par la famille Gill.
- Empereur Ackdos Gill (皇帝アクドス・ギル, Kōtei Akudosu Giru?) (épisodes 37, 41-51) : Empereur de l'empire Zangyack et père de Warz Gill. Il se fait détruire par la Special Charge du Gokai Galleon Buster ;
- Commandant Warz Gill (司令官ワルズ・ギル, Shireikan Waruzu Giru?) (épisodes 1-38) : Chef de l'empire Zangyack, fils de l'empereur. Il pense que conquérir la Terre sera facile, mais s'énerve constamment de façon hystérique. Il se fait tuer avec la destruction de son robot dans l'épisode 38.
- Bacchus Gill (バッカス・ギル, Bakkasu Giru?) :
- Chef Damaras (参謀長ダマラス, Sanbōchō Damarasu?) (épisodes 1-43) : Général très haut gradé de Zangyack et considéré comme le plus puissant membre, il est chargé de seconder Warz Gill. Intelligent et bon stratège, il est également le seul à s'interroger sur l'arrivée des pirates et est souvent en conflit avec les idées de Warz Gill. Après la mort de ce dernier il éprouvera une grande haine contre les Gokaigers. Il se fait détruire par l'attaque Gokai Kanzen Super Burst du Kanzen Gokai-Oh, Magi Dragon, Pat Striker, Gao Lion et Fuuraimaru.
- Officier de développement technique Insarn (開発技官インサーン, Kaihatsu Gikan Insān?) (épisodes 1-49) : Scientifique en chef de Zangyack. Elle a conçu un canon lui permettant de faire grandir leurs commandants détruits. Éventuellement, elle les équipe d'armes et de gadgets améliorant leurs capacités. Elle se fait détruire par Marvelous en Vul Eagle et à la Red Charge du Gokai Galleon Buster
- Officier de mission spéciale Barizorg (特務士官バリゾーグ, Tokumu Shikan Barizōgu?) (épisodes 1-38) : Soldat cyborg de Warz Gill pensant uniquement en priorité rendre service à son maître. (Il s'agit en fait de Sid Bamick l'ancien ami de Joe, qui lui a notamment appris la dextérité de l'épée, qui fut changé en cyborg par Zaien. Il se fait détruire par Joe dans l'épisode 38, ce qui sauvera son âme.)
- Les marins Gormin (兵隊ゴーミン, Heitai Gōmin?) sont les fantassins de l'empire.
- Les commandants d'action (行動隊長, Kōdō Taichō?) sont les "monstres du jour" envoyés par l'empire.

### Free Joker
- Basco ta Jolokia (バスコ・タ・ジョロキア, Basuko ta Jorokia?) (épisodes 15-48) :  Un ancien membre des Pirates rouges. Il les trahit en faveur de l'empire spatial Zangyack et devient leur corsaire. A terme, son but est d'obtenir le trésor pour le garder uniquement pour lui. Il possédait les Ranger Keys des sixièmes membres de chaque équipe et celles des Bangai Heroes ainsi qu'une trompette permettant de leur donner vie. Il a volé les grands pouvoirs des Changemen, des Maskmen, des Flashmen, des Sun Vulcan et des Fivemen. Après avoir trahi l'empire Zangyack, sa tête sera mise à prix pour une valeur de 10 000 000 Zagins. Il se fait détruire par Marvelous dans l'épisode 48. Il est peut-être inspiré d'Hector Barbossa de Pirate des caraïbes pour avoir trahi Marvelous (tout comme Hector pour sa trahison envers Jack Sparrow), parce qu'il possède un singe, et qu'il est devenu corsaire. Autre influence possible, Le pirate Long John Silver de L'Île au trésor, un pirate infâme qui tente de gagner la confiance des autres en étant cuisinier avant de poignarder pour obtenir ce qu'il désire; sa compagne, Sally, est également similaire à la relation de Silver avec son perroquet, le capitaine Flint.
- Sally (サリー, Sarī?) (épisodes 15-48) :  C'est le robot guenon qui accompagne Basco ; à l'intérieur de son ventre résident plusieurs monstres géants. Après la trahison de Basco sa tête sera mise à prix pour une valeur de 50 Zagins. Basco l'a détruit avec d'une bombe.

## Équipements

### Transformation
- Ranger Keys (レンジャーキー, Renjā Kī?) :  Elles contiennent les pouvoirs des anciens Super Sentai ; elles restent le plus souvent à bord du Gokai Galleon dans un coffre adapté ; la Gokai Treanger Box (ゴーカイトレンジャーボックス, Gōkai Torenjā Bokkusu?). Aka Red parcourra tout l'Univers pour récupérer les clefs. Gai est capable de fusionner les clefs et obtiendra la Go-On Wing Key, la Gold Anchor Key et la Christmas Key.
- Mobirate (モバイレーツ, Mobairētsu?) : C'est le téléphone des Gokaiger et de Basco ; avec lui les Gokaiger peuvent se transformer en Super Sentai selon la clef utilisée. La commande de transformation est « Gokai Change ! » (「豪快チェンジ！」, « Gōkai Chenji ! »?). Marvelous peut appeler le Gokai Galleon avec.
- Gokai Cellular (ゴーカイセルラー, Gōkai Serurā?) : C'est le téléphone de Gokai Silver ; il peut se transformer en Super Sentai en insérant une clef et en appuyant sur le bouton adéquat. il peut aussi appelé le GoJyu Drill avec la clef de Time Fire. Dans l'épisode 29 on voit qu'il peut aussi prendre des photos.
- Gokai Buckle (ゴーカイバックル, Gōkai Bakkuru?) : La ceinture des Gokaigers leur permet de faire apparaitre n'importe quel clef du coffre dans le Gokai Galleon après que Navi ait lié les deux.

### Armes
- Les cinq premiers Gokaigers possèdent chacun un sabre, le Gokai Saber (ゴーカイサーベル, Gōkai Sāberu?), et un pistolet, le Gokai Gun (ゴーカイガン, Gōkai Gan?), qu'ils manient aisément et en alternance. Ils changent également leur style de combat en s'échangeant les armes, Gokai Blue et Gokai Yellow étaient équipés de deux sabres, et Gokai Green et Gokai Pink de deux pistolets.

L'insertion d'une Rangers Key dans une arme active le Final Wave (ファイナルウェーブ, Fainaru Wēbu), une attaque finale combinée permettant de détruire le monstre qui se trouve en face. Si la clef est insérée dans le Gokai Saber, ils exécutent le Gokai Slash (ゴーカイスラッシュ, Gōkai Surasshu) ; si elle est insérée dans le Gokai Gun, ils exécutent le Gokai Blast (ゴーカイブラスト, Gōkai Burasuto) ; et s'ils utilisent les deux, ils exécutent le Gokai Scramble (ゴーカイスクランブル, Gōkai Sukuranburu).
- Gokai Silver possède la Gokai Spear (ゴーカイスピア, Gōkai Supia?) qui possède trois formes :
  - Le Mode Gun (ガンモード, Gan Mōdo?) qui la transforme en une arme de tir avec laquelle il peut exécuter l'attaque Gokai Supernova (ゴーカイスーパーノヴァ, Gōkai Sūpānova?) en insérant une Ranger Key.
  - Le Mode Lance (アンカーモード, Ankā Mōdo?) avec laquelle il attaque au corps à corps et peut exécuter l'attaque Gokai Shooting Star (ゴーカイシューティングスター, Gōkai Shūtingu Sutā?) en insérant une Ranger Key.
  - Le Mode Trident (スピアモード, Supia Mōdo?) qui n'est accessible que lorsqu'il en Gold Mode et en insérant une Ranger Key, il peut exécuter l'attaque Gokai Legend Dream (ゴーカイレジェンドリーム, Gōkai Rejendorīmu?).
- Finalement, Don fabriqua le Gokai Galleon Buster (ゴーカイガレオンバスター, Gōkai Gareon Basutā?), un bazooka créé avec le pouvoir des Oh-Rangers, qui exécute l'attaque Rising Strike (ライジングストライク, Raijingu Sutoraiku?) quand les Gokaigers insèrent leurs Ranger Keys.

## Mechas
- Gokai-Oh (ゴーカイオー, Gōkai-Ō?) : formé à partir des cinq Gokai Machines suivantes :
  - Gokai Galleon (ゴーカイガレオン, Gōkai Gareon?) : piloté par Gokai Red. Il s'agit de la base des Gokaigers.
  - Gokai Jet (ゴーカイジェット, Gōkai Jetto?) : piloté par Gokai Blue.
  - Gokai Trailer (ゴーカイトレーラー, Gōkai Torērā?) : piloté par Gokai Yellow.
  - Gokai Racer (ゴーカイレーサー, Gōkai Rēsā?) : piloté par Gokai Green.
  - Gokai Marine (ゴーカイマリン, Gōkai Marin?) : piloté par Gokai Pink.

L'assemblage a lieu à partir de la commande « Fusion pirate ! » (「海賊合体！」, « Kaizoku Gattai! »).
- Gozyuzin (豪獣神, Gōjūjin?) : Robot personnel de Gokai Silver.

## Épisodes
1. Les pirates de l'espace débarquent (宇宙海賊現る, Uchū Kaizoku Arawaru?)
2. La valeur de cette planète (この星の価値, Kono Hoshi no Kachi?)
3. Transformer votre courage en magie (勇気を魔法に変えて～マージ・マジ・ゴー・ゴーカイ～, Yūki o Mahō ni Kaete ~Māji Maji Gō Gōkai~?)
4. Pourquoi nous sommes des compagnons ? (何のための仲間, Nan no Tame no Nakama?)
5. Jugement pirate (ジャッジメント･パイレーツ, Jajjimento Pairētsu?)
6. La chose la plus importante (一番大事なもの, Ichiban Daiji na Mono?)
7. Niki Niki ! Entrainement kenpō (ニキニキ！拳法修行, Niki-Niki! Kenpō Shugyō?)
8. Spy micro-espionnage (スパイ小作戦, Supai Shōsakusen?)
9. La cavalcade du lion (獅子、走る, Shishi, Kakeru?)
10. Jeux de cartes (トランプ勝負, Toranpu Shōbu?)
11. Duel à l'épée (真剣大騒動, Shinken Ōsōdō?)
12. Un samouraï très voyant (極付派手侍, Kiwametsuki Hade na Samurai?)
13. Montrer la voie (道を教えて, Michi o Oshiete?)
14. C'est toujours l'heure pour la sécurité routière (いまも交通安全, Ima mo Kōtsū Anzen?)
15. Le corsaire apparaît (私掠船現る, Shiryakusen Arawaru?)
16. Le choc ! Sentai vs Sentai (激突！戦隊VS戦隊, Gekitotsu! Sentai Bāsasu Sentai?)
17. Le spectaculaire homme d'argent (凄い銀色の男, Sugoi Gin'iro no Otoko?)
18. Le déchaînement du Robot-dinosaure Foreur (恐竜ロボットドリルで大アバレ, Kyōryū Robotto Doriru de Ō Abare?)
19. L'armure des 15 guerriers (１５戦士の鎧, Jūgo Senshi no Yoroi?)
20. La forêt perdue (迷いの森, Mayoi no Mori?)
21. Le cœur d'un aventurier (冒険者の心, Bōkensha no Kokoro?)
22. La promesse des étoiles (星降る約束, Hoshi Furu Yakusoku?)
23. La vie des gens est le futur de la Terre (人の命は地球の未来, Hito no Inochi wa Chikyū no Mirai?)
24. Stupides Terriens (愚かな地球人, Oroka na Chikyūjin?)
25. Pirates et ninjas (海賊とニンジャ, Kaizoku to Ninja?)
26. Shushutto The Special (シュシュッとTHE SPECIAL, Shushutto Za Supesharu?)
27. Un Gokai Change inhabituel (いつもより豪快なチェンジ, Itsumo yori Gōkai na Chenji?)
28. Les ailes sont éternelles (翼は永遠に, Tsubasa wa Eien ni?)
29. La nouvelle combinaison déchaînée des sept changements (アバレ七変化で新合体, Abare Shichihenge de Shin Gattai?)
30. La seule âme de mon ami (友の魂だけでも, Tomo no Tamashī Dake Demo?)
31. Impact !! Stratégie secrète (衝撃！！秘密作戦, Shōgeki!! Himitsu Sakusen?)
32. Notre pouvoir uni (力を一つに, Chikara o Hitotsu ni?)
33. Je suiiiis un héros !! (ヒーローだァァッ！！, Hīrō daaa!!?)
34. Le rêve devient réalité (夢を叶えて, Yume o Kanaete?)
35. La dimension de l'autre côté (次元ノムコウ, Jigen no Mukō?)
36. Partenaire pirate (相棒カイゾク, Aibō Kaizoku?)
37. Le plus puissant vaisseau de combat (最強の決戦機, Saikyō no Kessenki?)
38. Le pouvoir qui maintient le rêve (夢を掴む力, Yume o Tsukamu Chikara?)
39. Nous sommes des lycéens. Pourquoi ? (どうして？俺たち高校生, Dōshite? Oretachi Kōkōsei?)
40. Le futur dépend du passé (未来は過去に, Mirai wa Kako ni?)
41. Ce qu'il ne faut pas perdre (なくしたくないもの, Nakushitakunai Mono?)
42. L'homme le plus fort de l'espace (宇宙最強の男, Uchū Saikyō no Otoko?)
43. Le légendaire héros (伝説の勇者に, Densetsu no Yūsha ni?)
44. Un merveilleux réveillon de Noël (素敵な聖夜, Suteki na Seiya?)
45. Négociation ninja (慌てん坊忍者, Awatenbō Ninja?)
46. L'autorisation du héros (ヒーロー合格, Hīrō Gōkaku?)
47. Les limites de la trahison (裏切りの果て, Uragiri no Hate?)
48. L'ombre du destin (宿命の対決, Shukumei no Taiketsu?)
49. Le plus grand trésor de l'Univers (宇宙最大の宝, Uchū Saidai no Takara?)
50. Le jour de la bataille (決戦の日, Kessen no Hi?)
51. Adieu pirates de l'espace (さよなら宇宙海賊, Sayonara Uchū Kaizoku?)

### Films
- Goseiger contre Shinkenger - épique sur Ginmak (天装戦隊ゴセイジャーＶＳシンケンジャー エピック ｏｎ 銀幕, Tensō Sentai Goseijā tai Shinkenjā Epikku on Ginmaku?). Première apparition officielle des Kaizoku Sentai Gokaiger avant la diffusion de leur série au Japon.
- Gokaiger Goseiger Super Sentai 199 Hero Great Battle (ゴーカイジャー ゴセイジャー スーパー戦隊１９９ヒーロー 大決戦, Gōkaijā Goseijā Sūpā Sentai Hyakukyūjūkyū Hīrō Daikessen?). (L'histoire du film se situe entre les épisodes 16 et 17). Le film est consacré au 35e anniversaire des Super Sentai où l'ensemble des véhicules de combat ainsi que des robots géants feront une apparition lors de la bataille finale. Plusieurs acteurs invités comme anciens membres des Super Sentai feront une apparition dans le film.
- Kaizoku Sentai Gokaiger the Movie: The Flying Ghost Ship (海賊戦隊ゴーカイジャーＴＨＥ ＭＯＶＩＥ 空飛ぶ幽霊船, Kaizoku Sentai Gōkaijā Za Mūbī Sora Tobu Yūreisen?) (L'histoire du film se situe entre les épisodes 23 et 24.)
- Kaizoku Sentai Gokaiger vs. Space Sheriff Gavan: The Movie (海賊戦隊ゴーカイジャーＶＳ宇宙刑事ギャバンＴＨＥ ＭＯＶＩＥ, Kaizoku Sentai Gōkaijā Tai Uchū Keiji Gyaban Za Mūbī?) (L'histoire du film se situe entre les épisodes 46 et 47.). Le film est consacré au 35e anniversaire des Super Sentai et aussi du 30e anniversaire des Metal Heroes dont Gavan est le premier Metal Heroes.
- Kamen Rider × Super Sentai - le grand combat des super-héros (仮面ライダー×スーパー戦隊　スーパーヒーロー大戦, Kamen Raidā × Sūpā Sentai: Sūpā Hīrō Taisen?)
- Go-Busters contre Gokaiger - le film (特命戦隊ゴーバスターズＶＳ海賊戦隊ゴーカイジャーＴＨＥ ＭＯＶＩＥ, Tokumei Sentai Gōbasutāzu Tai Kaizoku Sentai Gōkaijā Za Mūbī?)
- Kamen Rider × Super Sentai × Shérif de l'espace - le grand combat des super-héros Z (仮面ライダー×スーパー戦隊×宇宙刑事 スーパーヒーロー大戦Ｚ, Kamen Raidā × Sūpā Sentai × Uchū Keiji: Supā Hīrō Taisen Zetto?)

## Les pouvoirs Super sentai débloqués
Le but des Gokaigers est de récupérer les pouvoirs ultimes des Super sentai pour retrouver le « plus grand trésor de l'Univers » ; ils permettent de combiner leurs pouvoirs avec le mecha des Gokaigers : le Gokai-Oh. Voici la liste des pouvoirs débloqués dans l'ordre chronologique :
- Épisode 03 : Magiranger : Le Gokai-Oh libère le Magi Dragon et peut se combiner avec lui pour former le Magi Gokai-Oh.
- Épisode 05 : Dekaranger : Le Gokai-Oh libère le Pat Stricker et peut se combiner avec lui pour former le Deka Gokai-Oh.
- Épisode 07 : Gekiranger : Le Gokai-Oh libère les cinq esprits animaux principaux des Geki Rangers (Tigre, Guépard, Jaguar, Loup et Rhinocéros).
- Épisode 09 : Gaoranger : Le Gokai-Oh invoque GaoLion et peut se combiner avec lui pour former le Gao Gokai-Oh.
- Épisode 12 : Shinkenger : Le Gokai-Oh et Gao Lion se combine totalement pour former le Shinken Gokai-Oh.
- Épisode 14 : Carranger : Le Gokai-Oh exécute l'attaque Gokai Violent Dash Slash.

Gokaiger et Goseiger - Le Grand Combat des 199 héros des Super sentai
- Goranger : Le Gokai-Oh se combine avec le Variblune pour former le Goren Gokai-Oh.
- JAKQ : Donné par Sōkichi Banba mais inconnu pour le moment.
- Denshi Sentai Denziman : Donné par Daigorō Oume mais inconnu pour le moment.
- Dai Sentai Goggle V : Donné par Kanpei Kuroda mais inconnu pour le moment.
- Kagaku Sentai Dynaman : Donné par Rei Tachibana mais inconnu pour le moment.
- Bioman : Donné par Shirō Gō mais inconnu pour le moment.
- Turboranger : Donné par Riki Honō mais inconnu pour le moment.
- Gosei Sentai Dairanger : Donné par Ryo mais inutilisé à ce moment.
- Boukenger : Donné par Akashi mais inutilisé à ce moment
- Go-onger : Donné par Saki mais inutilisable à ce moment.
- Goseiger : Le Gokai-Oh libère les headders principaux des Goseiger.

Épisode 18 : Timeranger, Zyuranger et Abaranger : Les trois pouvoirs sont les trois formes du mecha de GokaiSilver. GoZyuDrill pour les Timeranger, GoZyuRex pour les Zyuranger et GoZyuJin pour les Abaranger.
Épisode 20 : Gingaman : Donné par Hyuuga mais inconnu à ce moment.
Épisode 21 : Boukenger : Le Gokai-Oh libère Daibouken puis peut utiliser son épée Gogo Ken.
Épisode 23 : GoGo Five : Le Gokai-Oh libère des lances à incendie et peut exécuter l'attaque Gokai Prominence.
Le Vaisseau fantôme volant : combinaison des pouvoirs de Goranger, Magiranger, Dekaranger, Gekiranger et Goseiger : les Gokaigers ont inséré les Ranger keys d'Aka Ranger, Magi Blue, Deka Yellow, GekiViolet et Gosei Pink dans le Gokai-Oh, ce qui leur ont permis d'invoquer le Variblune, le Magi-Dragon, le Pat-Stricker, l'esprit du tigre de Geki Red et le headder de Gosei Red en même temps.
Épisode 26 : Hurricaneger : Le Gokai-Oh invoque FuraiMaru et peut se combiner avec lui pour former l'Hurricane Gokai-Oh.
Épisode 28 : Jetman : Donné par Gai Yūki mais inconnu pour le moment.
Épisode 29 : Abaranger : Le Gokai-Oh prend les bras du GoZyuJin pour former le GoZyu Gokai-Oh.
Épisode 30 : Liveman : Le Gokai-Oh se change en Super Live-Robo, le mecha des Liveman et peut exécuter l'attaque Super Big Burst.
Épisode 31 : Ohranger : Grâce aux pouvoirs des Ohranger, Don crée le Gokai Galleon Buster.
Épisode 33 : Dairanger : Le Gokai-Oh et le Gozyujin utilisent le Gokai-Gozyu Qi-Power Bomber afin d'achever leur adversaire.
Épisode 36 : Go-onger : Le Gokai-Oh invoque l'Engine 13 Machalcon (exclusive à Gokaiger) et peut se combine avec lui en prenant la place des jambes du Gokai-Oh pour former le Go-on Gokai-Oh
Épisode 38 : Gokaiger : Le Gokai-Oh et le Gozyujin invoquent la Kanzen Soul qui permet de combiner Machalcon, le Gokai Galleon et les bras de GoJyuJin pour former le Kazen Gokai-Oh.
Épisode 39 : Megaranger : Donné par Kenta Date mais inconnu pour le moment.
Épisode 40 : Gingaman : Le GoZyuJin utilise l'attaque GoZyu-Razor Edge.
Épisode 44 : Battle Fever J : Offert par Shirō Akebono mais inconnu pour le moment.
Épisode 46 : Kakuranger : Le Gokai-Oh donne une taille géante à Ninjaman.
Épisode 49 : Changeman, Flashman, Maskman (Bioman 2), Taiyō Sentai Sun Vulcan et Fiveman  : Inconnu car Basco les a volé en l'aspirant des anciens héros grâce à sa trompette. Maintenant que Marvelous a récupèré ces pouvoirs on sait que les  pouvoirs des Changeman et des Maskman permettent au Gokai-Oh d'utilise une attaque spécial propre aux deux équipes.
Épisode 50 : Megaranger, Dynaman et Jetman : Avec la Ranger Key de Mega Silver, le GoZyuJin obtient le Mega Winger qui lui permet de voler. Le pouvoir des Dynamen permet au Gokai-Oh de se transformer en boule de feu, et le pouvoir des Jetmen lui permet de se transformer en phénix.
Go-Busters contre Gokaiger : Go-Busters : Le Gokai-Oh et le GoZyuJin peuvent faire des Gokai Changes : ils se transforment en précédents robots géants via les Ranger Keys.

## Les prédictions de Navi
Pour avoir une piste sur l'obtention du trésor, les Gokaigers ont besoin d'une prédiction de Navi. Avant chaque prédiction, Navi chante « Naviguons vers le trésor ! » (「お宝ナビゲート！」, « Otakara Nabigēto! ») en volant dans tous les sens avant de se cogner la tête. Voici la liste de ses prédictions :
- Prédiction 1 (épisode 2) : « Trouvez l'homme en noir. » (「。」, « . »?)
- Prédiction 2 (épisode 5) : « Vous devriez demander de l'aide à la police. » (「。」, « . »?)
- Prédiction 3 (épisode 7) : « Vous devriez chercher l'enfant du tigre. » (「。」, « . »?)
- Prédiction 4 (épisode 8) : « Retrouvez l'île dans le ciel. » (「。」, « . »?)
- Prédiction 5 (épisode 11) : « Méfiez-vous des samouraïs. » (「。」, « . »?)
- Prédiction 6 (épisode 14) : « Vous devriez respecter le code de la route. » (「。」, « . »?)
- Prédiction 7 (épisode 15) : « Danger ! Danger ! Dangerous ! Vous êtes tous en grand danger. » (「！！！。」, « ! ! ! . »?)
- Prédiction 8 (épisode 17) : « Vous devriez vous mettre à l'afflux d'un spectaculaire homme en argent. (「。」, « . »?)
- Prédiction 9 (épisode 20) : « Vous rencontrez le guerrier de la forêt scellée. » (「。」, « . »?)
- Prédiction 10 (épisode 23) : « Aider les autres peut guider la voie de la rencontre. » (「。」, « . »?)
- Prédiction 11 (épisode 28) : « Trouver l'oiseau immortel qui vaincra les ennemis. » (「。」, « . »?)
- Prédiction 12 (épisode 30) : « Un lion avec un penchant pour le skateboard arrive. » (「。」, « . »?)
- Prédiction 13 (épisode 31) : « Uaoh ! Uaoh ! » (「ユーエイオー！ユーエイオー！」, « Yū Ēi Ō! Yū Ēi Ō! »?)
- Prédiction 14 (épisode 39) : Venez serez ma main au lycée Moroboshi. (「。」, « . »?)
- Prédiction 15 (épisode 45) : On ne peut pas trouver un ninja qui joue à cache-cache. (「。」, « . »?)

Il s'est avéré que ses prédictions ne servent pas seulement à acquérir les pouvoirs ultimes des Super sentai ; elles ont également causé le gain de nouvelles forces. La prédiction 6 a permis aux Gokaigers d'avoir de nouvelles Ranger Keys (correspondant aux membres supplémentaires de chaque équipe). La prédiction 8, quant à elle, annonçait l'arrivée de Gai Ikari dans l'équipe. (Bien qu'elle permette d'obtenir les pouvoirs ultimes des Zyu Rangers, des Time Rangers et des Aba Rangers, car Gokai Silver les possèdent déjà.)